# Beata Grzesik
Beata Grzesik (ur. 11 czerwca 1979 w Nowym Sączu) – polska kajakarka, medalistka mistrzostw świata, olimpijka z Sydney 2000.
W trakcie kariery sportowej reprezentowała kluby: SKS-Start Nowy Sącz i AZS-AWF Kraków. Specjalizowała się w konkurencji K-1 slalom. Jako juniorka w roku 1997 wywalczył tytuł drużynowej mistrzyni Europy w konkurencji K-1 x 3 slalom (partnerkami były: Agnieszka Stanuch, Izabela Szadkowska).
Srebrna medalistka mistrzostw świata 1999 roku w konkurencji K-1 slalom.
Na igrzyskach w roku 2000 w Sydney wystartowała w konkurencji K-1 slalom zajmując 19. miejsce.